# Amandină (desert)
Amandina este o prăjitură românească în straturi de ciocolată umplută cu caramel și cremă fondantă⁠(d). Uneori se folosește și cremă de migdale. Ca majoritatea prăjiturilor românești, acestea pot fi tăiate și servite în minitarte de 1 porție sau ca o prăjitură mare.
Aceste prăjituri sunt printre cele mai tradiționale prăjituri de cofetărie din România. Rețeta originală are straturi de pandișpan înmuiat în sirop de caramel cu aromă de rom. Crema de umplutură este o combinație de cremă de unt cu ciocolată amestecată cu fondant. Straturile asamblate sunt glazurate cu o combinație de fondant cu ciocolată și rom sau esență de rom, turnată peste tort când este încă ușor lichid.
Aceste prăjituri au, de asemenea, un decor tradițional deasupra, cu puțină cremă și o bucată de ciocolată subțire în formă de diamant.